# Kendra Hubbard
Kendra Hubbard, född 29 september 1989, är en australisk friidrottare. Hon deltog vid olympiska sommarspelen 2020.